# Irbisia sita
Irbisia sita är en insektsart som beskrevs av Van Duzee 1921. Irbisia sita ingår i släktet Irbisia och familjen ängsskinnbaggar. Inga underarter finns listade i Catalogue of Life.